# فصل الاهتمامات
يشير مصطلح فصل الاهتمامات في علم الحاسوب إلى عملية تقسيم برنامج حاسوبي ما إلى أجزاء منفصلة لا تتداخل مع بعضها البعض قدر الإمكان. يمكن أن يعرف «الاهتمام» على أنه الأمر الرئيس الذي يهتم بمعالجته برنامج ما أو جزء منه. عادةً ما يكون الاهتمام هو نفسه الميزة أو السلوك الذي يسعى البرنامج لتقديمه. يمكن أن يتحقق فصل الاهتمامات لنظام ما عن طريق البرمجة التركيبية والتغليف. تصاميم الأنظمة الطبقية تعتمد أيضا بشكل عام على فصل الاهتمامات (مثلا: طبقة العرض، طبقة منطق العمل، طبقة الوصول للبيانات، قاعدة البيانات).